# Baron Kilmaine

Wappen der Barone Kilmaine, zweite Verleihung (1789)

Baron Kilmaine ist ein erblicher britischer Adelstitel, der zweimal in der Peerage of Ireland verliehen wurde.

## Verleihungen
Der Titel wurde erstmals am 8. Februar 1722 für den Militär James O’Hara geschaffen. Dieser erbte 1724 von seinem Vater Charles O’Hara, 1. Baron Tyrawley auch den am 10. Januar 1706 für diesen geschaffenen Titel Baron Tyrawley. Da er keine legitimen Kinder hinterließ, erloschen beide Titel bei seinem Tod am 14. Juli 1773.
In zweiter Verleihung wurde der Titel Baron Kilmaine, of The Neale in the County of Mayo, am 21. September 1789 für Sir John Browne,7. Baronet neu geschaffen. Er hatte bereits 1765 den fortan nachgeordneten Titel Baronet, of The Neale in the County of Mayo, geerbt, der am 21. Juni 1636 in der Baronetage of Nova Scotia für seinen Vorfahren John Browne († 1670) geschaffen worden war. Heutiger Titelinhaber ist seit 2013 sein Ur-ur-ur-ur-urenkel John Browne als 8. Baron.

## Liste der Barone Kilmaine

### Barone Kilmaine, erste Verleihung (1722)
- James O’Hara, 2. Baron Tyrawley, 1. Baron Kilmaine (1682–1774)

### Barone Kilmaine, zweite Verleihung (1789)
- John Browne, 1. Baron Kilmaine (1730–1794)
- James Browne, 2. Baron Kilmaine (1765–1825)
- John Browne, 3. Baron Kilmaine (1794–1873)
- Francis Browne, 4. Baron Kilmaine (1843–1907)
- John Browne, 5. Baron Kilmaine (1878–1946)
- John Browne, 6. Baron Kilmaine (1902–1978)
- John Browne, 7. Baron Kilmaine (1948–2013)
- John Browne, 8. Baron Kilmaine (* 1983)

Titelerbe (Heir Presumptive) ist der Onkel sechsten Grades des aktuellen Titelinhabers, Rev. Aubrey Browne (* 1931).